# Sphyrarhynchus schliebenii
Sphyrarhynchus schliebenii är en orkidéart som beskrevs av Rudolf Mansfeld. Sphyrarhynchus schliebenii ingår i släktet Sphyrarhynchus och familjen orkidéer. Inga underarter finns listade i Catalogue of Life.